# Джейрахско-Ассинский государственный историко-архитектурный и природный музей-заповедник
Джейрахско-Ассинский государственный историко-архитектурный и природный музей-заповедник — культурно-исторический ландшафт общероссийского значения в Ингушетии, состоящий из ряда заповедников и аулов. На территории в 64 тысячи гектаров находятся около пятисот комплексов каменного зодчества: погребальные склепы, языческие и христианские святилища и храмы, и одна из главных достопримечательностей региона — ингушские башни. Первые башни относятся к середине II тысячелетия до нашей эры.
В Джейрахском районе Ингушетии проживает около 2000 жителей.
Примечательные места Асса-Джейраха:
- Эрзи — государственный природный заповедник, включает в себя один из крупнейших башенных комплексов Ингушетии.
- Вовнушки — позднесредневековый комплекс оборонно-сторожевых ингушских башен. В 2008 году Вовнушки стали финалистом проекта Семь чудес России.
- Таргим — аул в Джейрахском районе Ингушетии, находится в Таргимской котловине, на правом берегу реки Ассы. В селении сохранились боевые башни.
- Тхаба-Ерды — древний христианский храм в Джейрахском районе Ингушетии, между аулами Хайрах и Пуй Ассинского ущелья, неподалёку от границы с Грузией.
- Эгикал — аул в Джейрахском районе Ингушетии.

С 1996 года Асса-Джейрах является кандидатом на включение в список всемирного наследия ЮНЕСКО.
В 2016 году по итогам инвентаризации более 1,7 тысяч памятников добавили в перечень объектов культурного наследия, продолжаются работы по сохранению сооружений. Так, уже отреставрированы комплекс сооружений в селении Эрзи, селении Хамхи, Мелеринский замок в селении Ляжги. В 2017 году в Ингушетии был создан ученый совет по историко-культурному ландшафту «Джейрах-Асса» с привлечением специалистов из Франции и Германии, который должен заняться подготовкой объектов к включению в список ЮНЕСКО.